# Kärnten (Schiff)
Die Kärnten  war ein Flottentanker und Trossschiff der deutschen Kriegsmarine im Zweiten Weltkrieg.

## Vorgeschichte
Die Marine der Niederlande besaß vor dem Zweiten Weltkrieg keine Tankschiffe, die ihre Operationen auf See und besonders im Raum Niederländisch-Indien unterstützen konnten. Sie behalf sich, indem sie im Bedarfsfall kurzfristig kommerzielle Tanker von niederländischen Reedereien charterte. Dies war in mehrfacher Hinsicht ein unbefriedigender Notbehelf. Es erforderte sorgfältige und weit vorausschauende Planung, denn vom Abschluss des Chartervertrags bis zur Verfügbarkeit des Schiffs vergingen in der Regel zwei bis acht Wochen. Die Tanker waren unbewaffnet, zu langsam, um mit Kriegsschiffen bei Marschfahrt mitzuhalten, und ihnen fehlten die Vorrichtungen, um Schiffe auf See zu betanken. Außerdem waren die Charterverträge in der Endabrechnung kostspieliger als der Bau und Betrieb eines eigenen Tankers.
Das Verteidigungsministerium gab daher am 28. Oktober 1939 bei der Werft Cornelis van der Giessen & Zonen in Krimpen aan den IJssel ein Tankschiff in Auftrag. Das Schiff mit der provisorischen Bezeichnung Tankboot No. 1 wurde mit der Werftnummer 667 am 14. Dezember 1939 auf Kiel gelegt. Der Entwurf sah ein für seine Zwecke bestens geeignetes Schiff vor – schnell, gut bewaffnet und mit großem Tankvolumen.

## Das Schiff
Bei der deutschen Besetzung der Niederlande fiel das noch in der Werft befindliche unfertige Schiff am 14. Mai 1940 unbeschädigt in deutsche Hand. Die Kriegsmarine ließ es mit geringfügigen Veränderungen gegenüber dem ursprünglichen Bauplan fertigstellen. Das Schiff lief am 3. Mai 1941 vom Stapel und erhielt, wie die Mehrzahl der deutschen Trossschiffe nach einer Landschaft benannt, den Namen Kärnten. Das Schiff war 132,1 m lang (über alles) und 16,15 m breit und hatte 7,5 m Tiefgang. Es war mit 5660 BRT vermessen und verdrängte 6900 Tonnen (Standard) bzw. 15.000 t voll beladen. Das Schiff konnte 6640 Tonnen Treibstoff bunkern. Die Maschinenanlage bestand aus zwei Viertakt-Achtzylinder-Dieselmotoren von Werkspoor mit zusammen 7000 PS, die über zwei Schrauben eine Höchstgeschwindigkeit von 15,2 Knoten ermöglichten. Die Bewaffnung war gegenüber dem niederländischen Bauplan etwas schwächer bei der Seezielartillerie, dafür aber stärker bei der Flugabwehr ausgelegt: anstelle des geplanten 12-cm-L/45-Zwillings-Geschützes und der vorgesehenen vier 40-mm-Bofors-L/60-Flak erhielt das Schiff zwei 75-mm-Geschütze, zwei (ab 1943 vier) 37-mm-Flak, sechs 20-mm-Fla-MG und zwei 75-mm-Raketenwerfer. Das von der niederländischen Marine vorgesehene Bordflugzeug wurde gestrichen.

## Schicksal
Die Probefahrten begannen am 20. September 1941, wobei Probleme mit den Maschinen behoben werden mussten, und die Kärnten wurde am 27. Oktober 1941 in Dienst gestellt. Sie wurde am 15. März 1942 dem Trossschiffverband, Gruppe Nord zugeteilt und verlegte im April nach Norwegen, wo sie zunächst im Skjomenfjord, einem Seitenarm des Ofotfjords, bei Narvik stationiert wurde. Im August 1942 wurde sie dem Führer der U-Boote unterstellt und in Kirkenes stationiert. Bis zum Ende des Kriegs diente das Schiff dann den deutschen U-Booten und anderen im Nordmeer operierenden Einheiten als Versorger.
Nach dem Ende des Kriegs ging das Schiff am 15. Mai 1945 im Konvoi mit vier weiteren Schiffen und 15 U-Booten von Narvik nach Trondheim. Der Konvoi wurde am 17. Mai von der 9th Escort Group (dt. 9. Geleitgruppe) der britischen Royal Navy abgefangen, und die deutschen Schiffe kapitulierten in aller Form. Die U-Boote und die Kärnten wurden nach Schottland geleitet und kamen am 19. Mai im U-Boot-Sammelplatz Loch Eriboll an, während die vier anderen Schiffe nach Trondheim weiterfahren durften und dort im nahen Lofjord interniert wurden.
Die Kärnten wurde im Dezember 1945 der Sowjetunion als Reparation zugesprochen. Das Schiff diente dann unter dem neuen Namen Poljarnik in der sowjetischen Pazifik-Flotte. Die Poljarnik wurde 1990 aus der Schiffsliste gestrichen. Ihr weiteres Schicksal ist nicht bekannt.